# وادی ابطال
وادی ابطال (به عربی: وادي الأبطال) یک شهرداری در الجزایر است که در استان معسکر واقع شده‌است.
 وادی ابطال  ۱۹٬۱۸۴ نفر جمعیت دارد.